# Éditions Le Tripode
Le Tripode est une maison d'édition fondée en 2012 par Frédéric Martin, éditeur ayant auparavant travaillé aux éditions Viviane Hamy et cofondateur des éditions Attila,.

## Historique
La maison est fondée en 2012 par Frédéric Martin à la suite de la scission des éditions Attila,,,.
Inspirée par le travail de Jean-Jacques Pauvert, qui s'évertuait à « ouvrir un lieu d'asile aux esprits singuliers », la maison publie des livres qui, de façon salutaire, sortent le lecteur de la marche ordinaire du monde.
En 2024, Frédéric Martin quitte la direction et laisse la place à un triumvirat composé de Charlotte Bréhat, qui devient directrice générale et éditoriale, François Bétremieux et Aglaé de Chalus. Le 1er janvier 2025, Frédéric Martin prend la direction des éditions Robert Laffont. 

## Activité
La société édite une vingtaine d'ouvrages par an et compte notamment parmi ses auteurs Edgar Hilsenrath, Goliarda Sapienza, Valérie Manteau, Bérengère Cournut, Charlotte Salomon, Marie Redonnet, Ali Zamir, Jacques Abeille, Andrus Kivirähk, Jacques Roubaud, Raphaël Meltz, Alexandra David-Néel, Hadrien Klent, Marc Graciano, Mathieu Belezi, ...

## Prix
- 2014 : L'Homme qui savait la langue des serpents, Andrus Kivirähk – Grand prix de l'Imaginaire du roman étranger[22]
- 2015 : Le Caillou, Sigolène Vinson – prix Libr'à Nous[27]
- 2016 : Anguille sous roche, Ali Zamir – prix Senghor[20],[28] et mention spéciale du prix Wepler[29]
- 2018 : Le Sillon, Valérie Manteau – prix Renaudot[30],[16]
- 2019 : 
  - Trophées de l'édition Livres Hebdo[31] – Le Tripode maison d'édition indépendante de l'année
  - De pierre et d'os, Bérengère Cournut – Prix du roman Fnac[32],[17]
  - Roulio fauche le poil, Julia – prix de l'Académie Rabelais[33]
  - Dérangé que je suis, Ali Zamir – Prix France Télévisions catégorie Roman[34],[35]
- 2020 : De pierre et d'os de Bérengère Cournut – prix Libr'à Nous[36]
- 2021 :  Le Démon de la colline aux loups, Dimitri Rouchon-Borie – prix Première 2021 de la RTBF[37], prix du premier roman des Inrockuptibles 2021[38], prix Louis-Guilloux 2021[39], prix Roblès 2021[40], prix des libraires Payot 2021[41], prix [du métro] Goncourt 2021[42], prix Vleel 2021[43].
- 2022 : Attaquer la terre et le soleil, Mathieu Belezi - prix littéraire du Monde 2022[44]
- 2023 : Attaquer la terre et le soleil, Mathieu Belezi - prix du livre Inter 2023